# Reaumuria soongarica
Reaumuria soongarica är en tamariskväxtart som först beskrevs av Pall., och fick sitt nu gällande namn av Carl Maximowicz. Reaumuria soongarica ingår i släktet Reaumuria och familjen tamariskväxter. Inga underarter finns listade.